# Kampong
Kampong es la denominación malaya del tercer y último nivel de la división administrativa en el país asiático de Brunéi. El primer nivel está compuesto por los distritos, el segundo, por los mukim o subdistritos, y el tercero, por los kampong, o pueblos o aldeas.

## Curiosidades
En cada mukim o subdistrito de Brunéi, hay, al menos, un kampong, con el mismo nombre que el del subdistrito o mukim al que pertenece

## Características
Los kampong, en general, funcionan como barrios de los mukim o subdistritos, ya que los propios mukim o subdistritos serían las localidades o municipalidades de Brunéi.

## Total de kampongs
En Brunéi, hay un total de 498 kampongs.